# Diamagnetisme
Diamagnetisme er et fænomen, der optræder i alle stoffer, der udsættes for et magnetfelt. Magnetfeltets påvirkning af stoffet gør, at der opstår et modsat rettet magnetfelt internt i stoffet, hvorved det ydre magnetfeltet svækkes - dvs. stoffet frastøder magnetfeltet.
Diamagnetisme skyldes de elektroner, som bevæger sig i orbitaler omkring materialets atomer. Når disse udsættes for et magnetfelt, påvirkes de af en kraft kaldet Lorentz-kraft, som stiger proportionalt med den magnetiske fluxtæthed i anden. Lorentz-kraften drejer orbitalerne så elektronernes bevægelse danner et magnetfelt, der er modsat rettet det påtrykte. Dette er en konsekvens af Lenz' lov.
Er magnetfeltet tilpas stort (1...20 Tesla) kan mindre legemer som f.eks. flyveegern, frøer, hasselnødder, jordbær, store vanddråber og små mus svæve i luften, grundet diamagnetisme.